# Saerbeck
Saerbeck (gesprochen [ˌzɑːˈbɛk] mit Dehnungs-e, plattdeutsch Saorbiek) ist eine Gemeinde des westfälischen Emslands im nördlichen Münsterland, Kreis Steinfurt. Seit dem 17. März 2012 führt Saerbeck offiziell den Beinamen „NRW-Klimakommune“.

## Geografie

### Nachbargemeinden
Saerbeck grenzt an das Tecklenburger Land im Norden und Osten mit den Orten Hörstel, Ibbenbüren, Tecklenburg und Ladbergen sowie im Süden und Westen an das Münsterland mit Greven und Emsdetten.

### Gemeindegliederung
Die Gemeinde teilt sich in die offiziellen Ortsteile Saerbeck und Am Schulkamp (Wohn- und Industriegebiet). Dazu kommen die Bauerschaften Westladbergen, Middendorf und Sinningen.

## Geschichte
Die erste namentliche Erwähnung Saerbecks kreist um den Zeitraum um 1100. So fand sich unter den angesiedelten Bauernhöfen, die Naturalabgaben an das entfernte Stift Freckenhorst abgeben mussten, auch ein „sarbikie Hoio“.
Erstmals urkundlich wird Saerbeck 1122 als „curtis sorbecke“, des Oberhofes Saerbeck, dem Kloster Cappenberg als Besitz zugewiesen. Die Nennung einer Kirche mittels Besitzbestätigungsurkunde durch Kaiser Friedrich I. im Jahre 1161 und eine urkundliche Nennung einer Pfarrei im Jahre 1196 gehören weiterhin zu den ersten dokumentieren Quellen von Saerbeck.
Mit Kirche und Pfarrei entstand auch das Kirchspiel Saerbeck, zu dem das Dorf und die Bauerschaften Sinningen, Middendorf, Dorfbauerschaft und Westladbergen gehörten. Mit 23 Hofstellen in der Bauerschaft Sinningen, 20 in Middendorf, 24 in der Dorfbauerschaft und 23 in Westladbergen lässt sich im Heberegister des Bischofs von Münster von 1498 das zunehmende Wachstum von Saerbeck erschließen. 600 bis 700 Einwohner lebten zu dieser Zeit in Saerbeck; die Dorfbevölkerung bestand vor allem aus Handwerkern und Händlern.
Bevor Saerbeck 1816 dem Landkreis Münster in der preußischen Provinz Westfalen zugeordnet wurde, gehörte das Kirchspiel Saerbeck von 1400 bis 1803 dem Hochstift Münster an. Zwischen 1806 und 1813 stand Saerbeck unter der französischen Fremdherrschaft von Napoléon Bonaparte.
Kriegerische Auseinandersetzungen wie das Gefecht 1628 gegen ein kleines spanisches Söldnerheer im Dreißigjährigen Krieg, bei dem es zu Todesfällen kam, erlebte das kleine Dorf ebenso wie eine Hungersnot nach einem Hagelschlag im Jahr 1832.

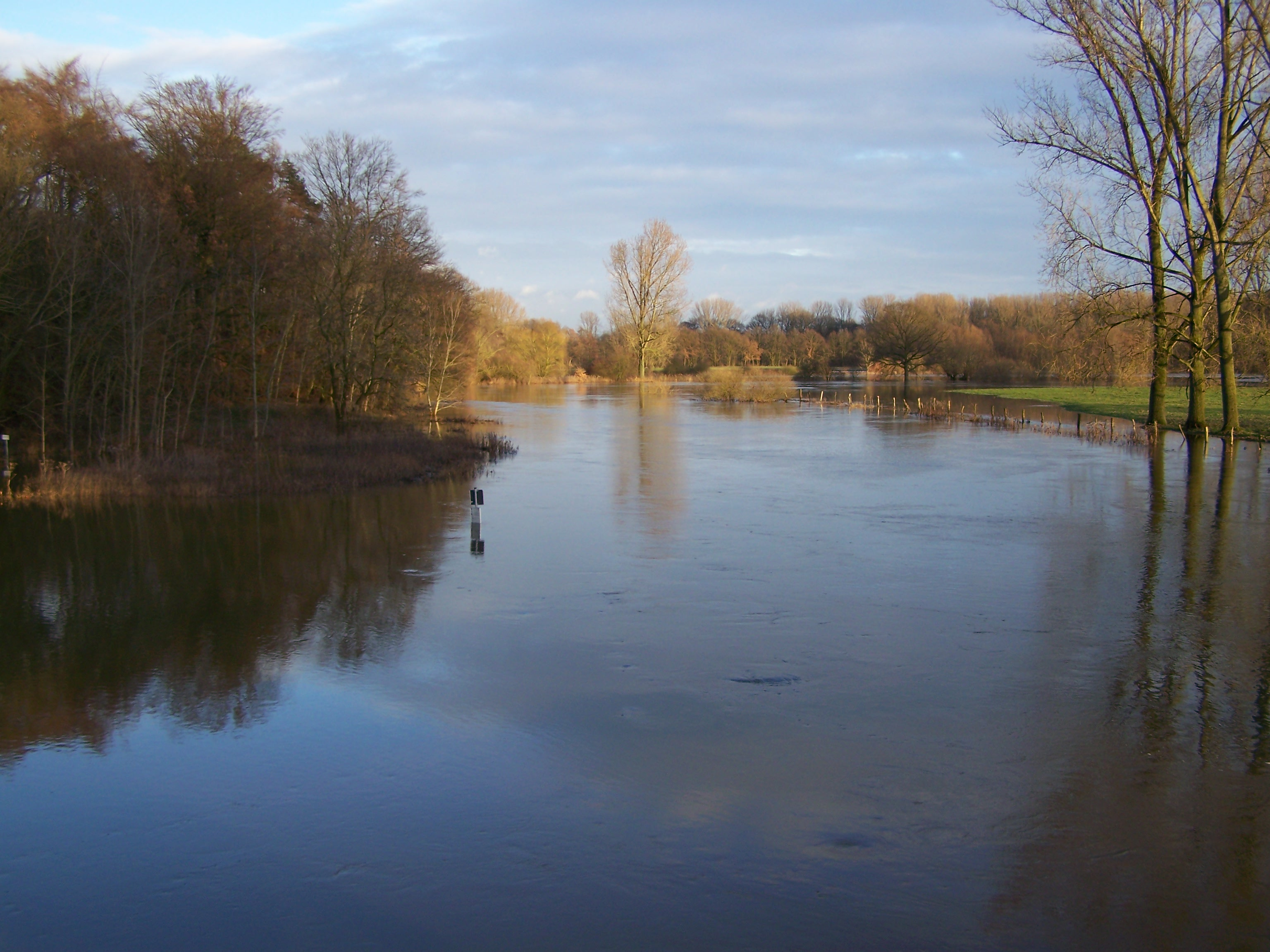
Hochwasser an der Ems

Der zu dieser Zeitepoche gegenwärtige Feudalismus endete erst, als die in Saerbeck ansässigen Bauern nach den Preußischen Reformen aus der Leibeigenschaft befreit wurden. Die Bevölkerungszahl Saerbecks stieg bis zur ersten Hälfte des 19. Jahrhunderts auf etwa 1900 an.
Die Gemeinde Saerbeck bildete von 1843 bis zur Aufhebung aller preußischen Einzelgemeindeämter im Jahre 1934 ein eigenes Amt im Landkreis Münster.
Im Ersten und Zweiten Weltkrieg blieb Saerbeck von direkten militärischen Angriffen verschont, obwohl eine größere Nachtjagdstellung mit dem Decknamen „Rheinsalm“ im Norden der Gemeinde angesiedelt war.
Allerdings war der Dortmund-Ems-Kanal häufiges Ziel von Bombenangriffen der Alliierten. Eine Hofstelle in Westladbergen wurde dabei vollständig vernichtet und es gab viele weitere Schäden, unter anderem weil der Kanal bei solchen Angriffen regelmäßig auslief.
Seit dem 1. Januar 1975 gehört Saerbeck als Folge der kommunalen Neugliederung zum Kreis Steinfurt. Die Gemeinde blieb bei ihrer Selbständigkeit, musste allerdings an die benachbarten Gemeinden Emsdetten, Greven, Ladbergen und Tecklenburg im Zuge Einwohner und Flächen abtreten.
Seit 1994 besteht eine Partnerschaft zur französischen Gemeinde Ferrières-en-Gâtinais. Zudem wurde im Juni 2001 der Partnerschaftsvertrag mit der litauischen Stadt Rietavas geschlossen.

## Politik

### Bürgermeister
Zum Bürgermeister wurde 2020 Tobias Lehberg (parteilos) mit 69,28 % der Stimmen gewählt. Seine Vorgänger waren:
- 1999–2020 Wilfried Roos (parteilos)
- 1994–1999 Albert Stakenkötter (UWG)
- 1989–1994 Alfons Günnigmann (CDU)
- 1948–1989 Anton Gerdemann (CDU)[7]

### Gemeinderat
Nach den Kommunalwahlen seit 2009 verteilten sich die Sitze des Gemeinderats folgendermaßen auf die einzelnen Gruppierungen:
| Partei/Gruppierung | 2020 | 2014 | 2009 |
| ------------------ | ---- | ---- | ---- |
| CDU                | 10   | 10   | 10   |
| UWG                | 05   | 04   | 04   |
| SPD                | 05   | 04   | 03   |
| GRÜNE              | 04   | 02   | 02   |
| Gesamt             | 24   | 20   | 20   |

Zusätzlich gehört der Bürgermeister dem Rat an.

### Aktuelle politische Projekte

#### Klimakommune
Seit 2009 ist Saerbeck Klimakommune NRW. Das Dorf teilt den mit 3,3 Millionen Euro dotierten Preis mit Bocholt im Westmünsterland. Ihm wurden 1,1 Millionen Euro zugesprochen, um das Konzept umzusetzen, mit dem sich die Kommune um den Preis beworben hatte. Das Ziel der Gemeinde ist, bis 2030 mehr Energie aus regenerativen Quellen zu gewinnen als sie an Energie verbraucht, wobei aufgrund der großen Nachfrage von Investoren das Ziel bereits in den nächsten Jahren erreichbar scheint. Die drei wichtigsten „Leitprojekte“ sind:

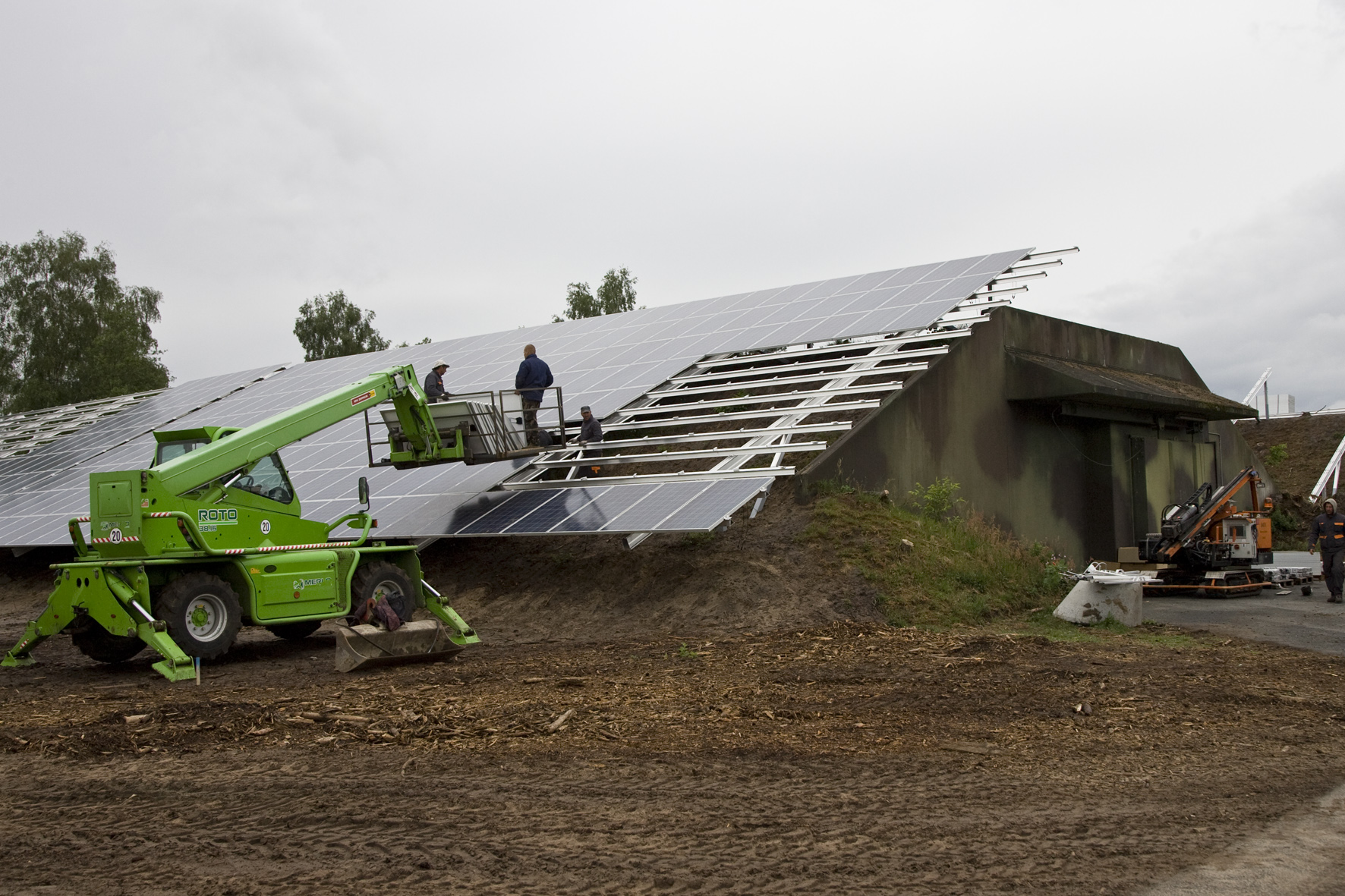
Montage der Solarmodule auf den Bunkern im Bioenergiepark Saerbeck

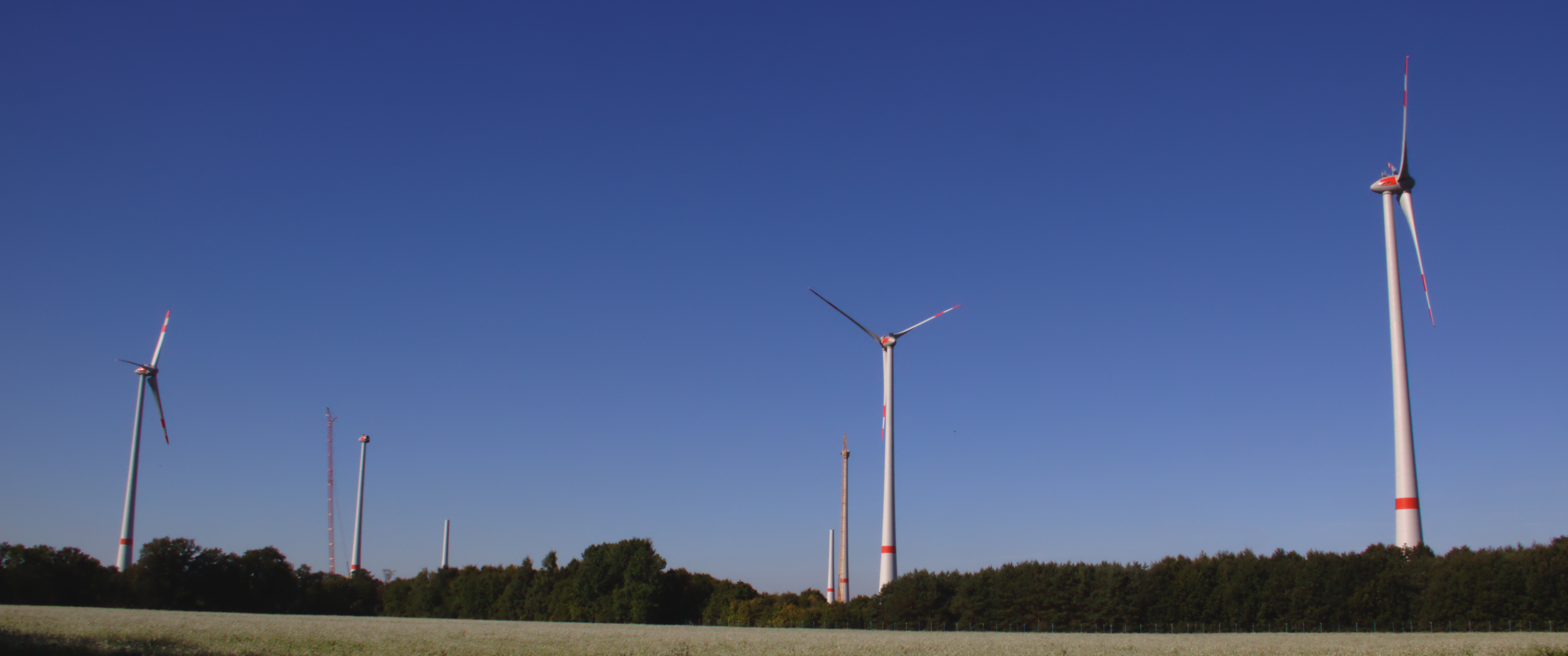
Im Bau befindlicher Windpark in Saerbeck

1. Saerbecker Sonnenseiten: Die Gemeinde treibt die Nutzung von Solarenergie voran. Unter anderem wurden alle Dächer des Dorfes auf ihre Eignung für Photovoltaikanlagen geprüft. Die örtlichen Banken haben entsprechende Förderprogramme aufgelegt. Eine Bürgerenergiegenossenschaft[12] unter Federführung der örtlichen Volksbank soll die finanzielle Basis für Investitionen schaffen. Diese Energiegenossenschaft hat etwa zwei Drittel der Photovoltaikanlagen im Bioenergiepark (siehe unten) aufgebracht und plant, ein Windrad zu finanzieren.
2. Saerbecker Einsichten: Das Schul- und Sportzentrum der Gemeinde wird inzwischen durch ein Nahwärmenetz versorgt. In der ehemaligen Hauptschule wurde eine Pellets-Heizzentrale hinter einer Glasfront eingerichtet, eine Informationszentrale zum Gesamtprojekt ergänzt die Außenwirkung. Ein Energielehrpfad über zehn Stationen informiert über erneuerbare Energien und Energieeinsparmöglichkeiten.

1. Saerbecker Stoffströme: Die Gemeinde hat ein 90 Hektar großes Munitionsdepot auf ihrer Gemarkung gekauft, das 2011 von der Gemeinde übernommen wurde. Dort wurde anschließend ein großer Bioenergiepark erstellt. Neben einer Biogasanlage der Firma EnviTec Biogas mit einem Megawatt Leistung wurden 2013 sieben Windkraftanlagen des Typs Enercon E-101 mit 149 Metern Nabenhöhe und jeweils 3 MW Nennleistung errichtet. Auf den 74 vorhandenen Bunkern war bereits im Sommer 2012 eine 6,4-Megawatt-Photovoltaikanlage in Betrieb genommen worden. Zudem wurde dort 2014 die zentrale Kompostieranlage des Kreises Steinfurt eröffnet[13]. Aufbereitung von Holzabfällen zu Pellets und von Gärresten zu Düngern sind weitere Projekte, die angegangen wurden. Derzeit laufen Gespräche über Speicherprojekte in den Bunkern, in denen zurzeit noch die Salz-Notreserve des Landes NRW lagert. Die Gemeinde wurde von der Jury des Deutschen Nachhaltigkeitspreises in die Top 3 der Kategorie „Deutschlands nachhaltigste Kleinstädte und Gemeinden 2018“ gewählt.[14]

#### Bürgerbusverein
Seit 2007 gibt es den Bürgerbusverein Emsdetten-Saerbeck. Mittlerweile zwei Acht-Personen-Busse werden von Ehrenamtlichen mit dem Ziel gefahren, auch auf Strecken, die vom Öffentlichen Personennahverkehr eher stiefmütterlich bedacht werden, insbesondere für ältere Menschen Mobilität zu sichern. Der Bürgerbus I verkehrt zwischen Emsdetten und Saerbeck, der Bürgerbus II im Stadtgebiet Emsdetten.

#### Mehrgenerationenhaus
Im ehemaligen Rathaus der Gemeinde wurde in Trägerschaft der Kolpingsfamilie Saerbeck und mit Unterstützung aus Bundesmitteln 2008 ein Mehrgenerationenhaus eingerichtet. Für den Unterhalt sorgt eine Bürgerstiftung. Zahlreiche Gruppen haben in diesem Gebäude ein Zuhause gefunden. Insbesondere wird viel für junge Familien, Kinder und Jugendliche und Senioren angeboten. Das Café Vier Jahreszeiten wird durch ein Team aus Ehrenamtlichen geleitet.

### Partnergemeinden
- Ferrières-en-Gâtinais (Frankreich)
- Rietavas (Litauen)

### Wappen
Blasonierung: „In Rot drei goldene Ginsterblüten, begleitet von je einem goldenen Wellenband.“

## Sehenswürdigkeiten

### Pfarrkirche St. Georg
Die ersten Hinweise auf eine Kirche in Saerbeck stammen von 1161 aus einer Urkunde Kaiser Heinrichs V. Um 1200 dürfte es in Saerbeck die erste steinerne Kirche wohl im romanischen Stil gegeben haben, Mauerreste lassen das vermuten. Anfang des 16. Jahrhunderts wurde an derselben Stelle ein größerer Bau im spätgotischen Stil errichtet, der Turm wurde erhöht, am Turmportal findet sich die Jahreszahl 1526. Als diese Kirche im 19. Jahrhundert baufällig wurde, wurde sie abgerissen und 1896–1898 durch die heutige Kirche ersetzt. 1917 wurde die Kirche ausgemalt. Diese Wandmalereien wurden allerdings in den 1960er Jahren übertüncht und kamen erst in den 1980er Jahren bei Renovierungsarbeiten wieder zum Vorschein. Sie gelten als besonders schöne Beispiele für die neugotische Malerei, wie es sie in Westfalen nur noch selten gibt.
Weitere sehenswerte Ausstattungsstücke der Kirche sind ein Taufstein aus dem 13. Jahrhundert, eine spätgotische Madonna, eine barocke Pieta aus dem 18. Jahrhundert sowie neugotische Farbverglasungen (restauriert).

#### Partnerkirchengemeinde
Die Pfarrgemeinde St. Georg hat eine Partnerkirchengemeinde:
- Caxias (Brasilien)

### Weitere Sehenswürdigkeiten
- Heimathaus und Brennereimuseum[18]
- Sinninger Mühle
- Bürgerhaus und Rathaus
- Energielehrpfad mit gläserner Heizzentrale
- Naturschutzgebiete
  - Emsaue
  - Haverforths Wiesen und Grützemachers Kanälchen
  - Feuchtgebiet Saerbeck
  - Heideweiher an der Flötte
  - Ladberger Mühlenbach
  - Gerlings Sande
  - Feuchtwiese im Schinkenort
  - Hanfteich
- Badesee
  - Dieser ehemalige Baggersee ist alljährlich zentraler Austragungsort des Saerbeck Triathlon.
- Wildfreigehege
- Die Ems bei Saerbeck

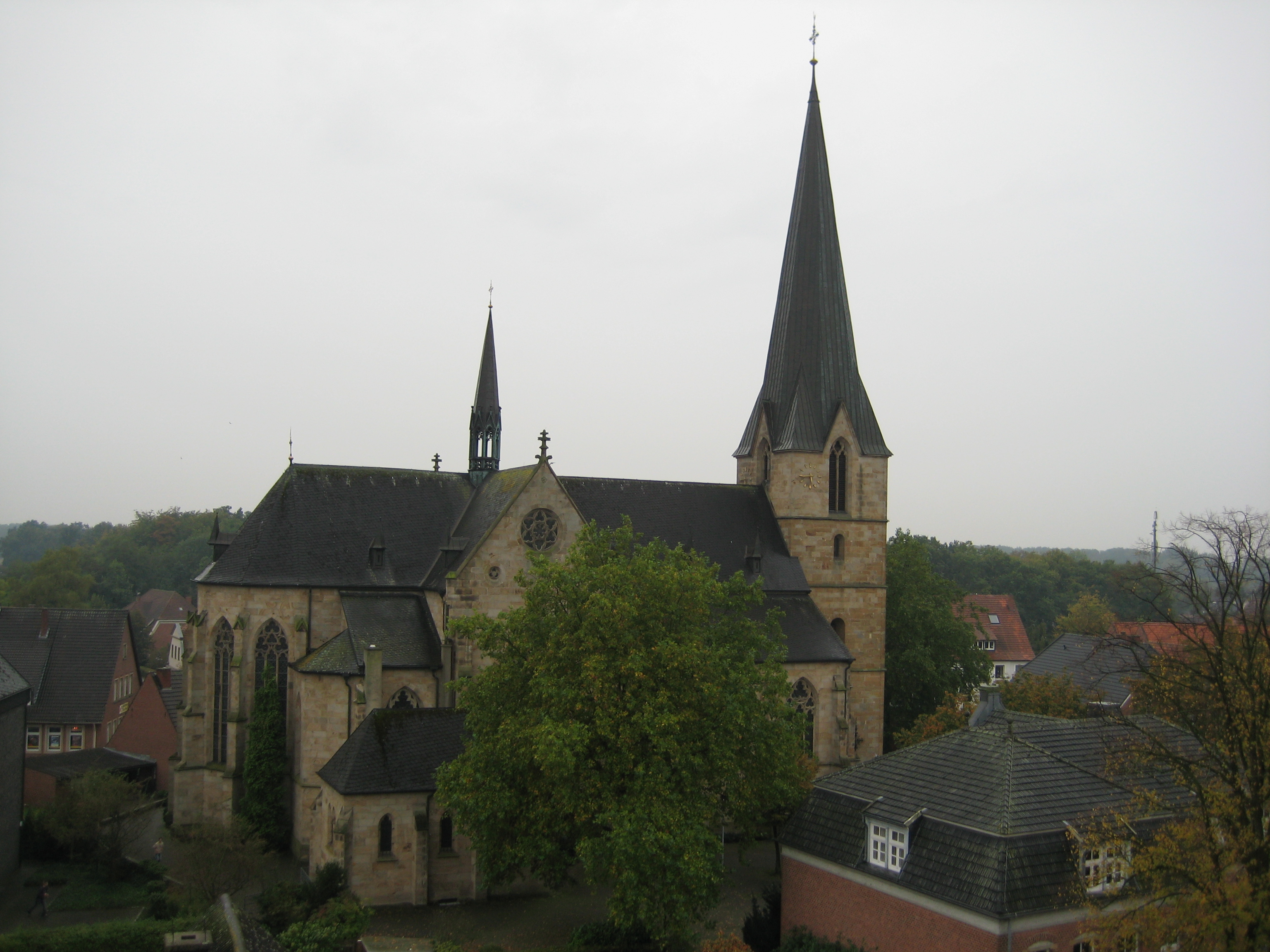
Katholische Kirche St. Georg
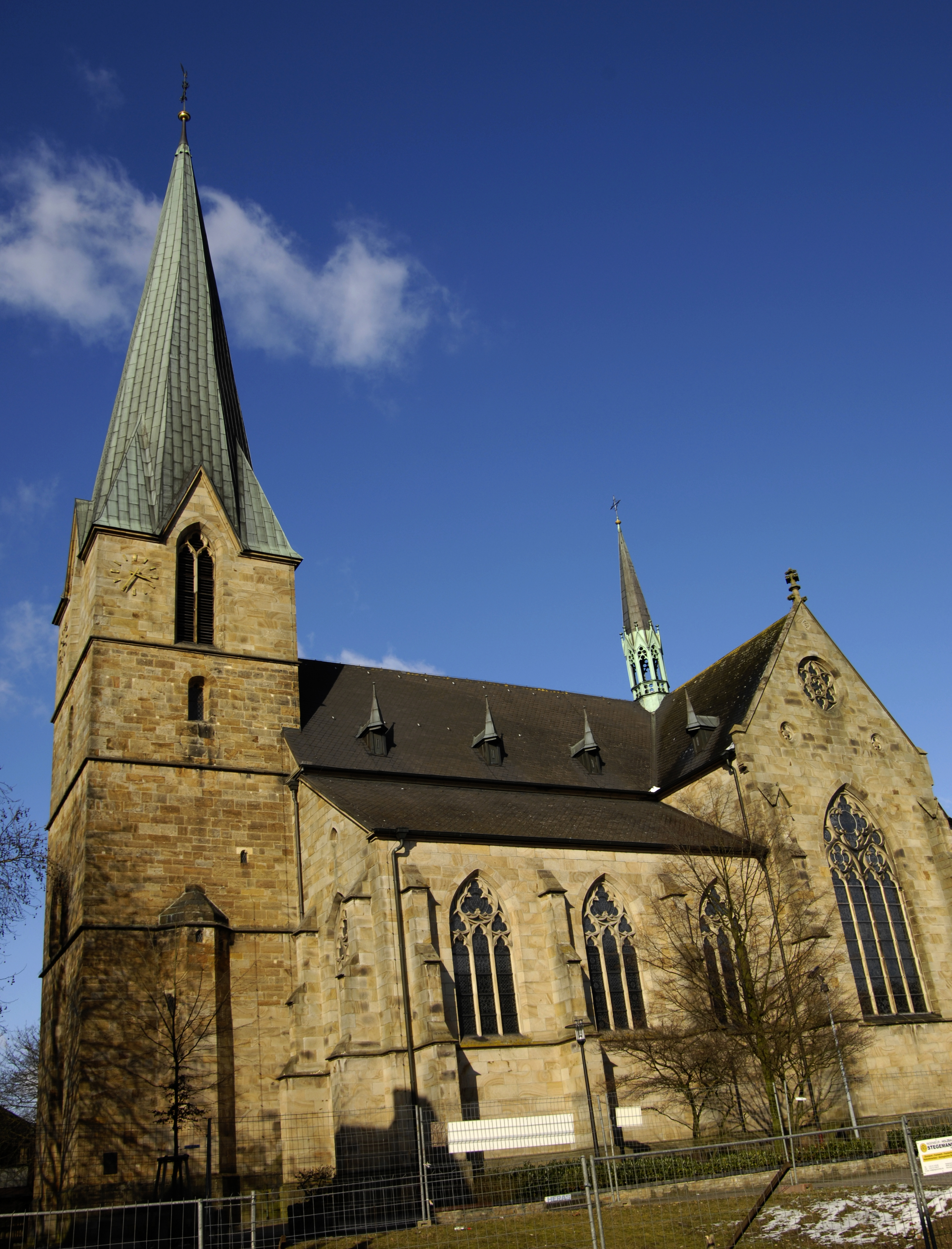
Kirche im Ortszentrum
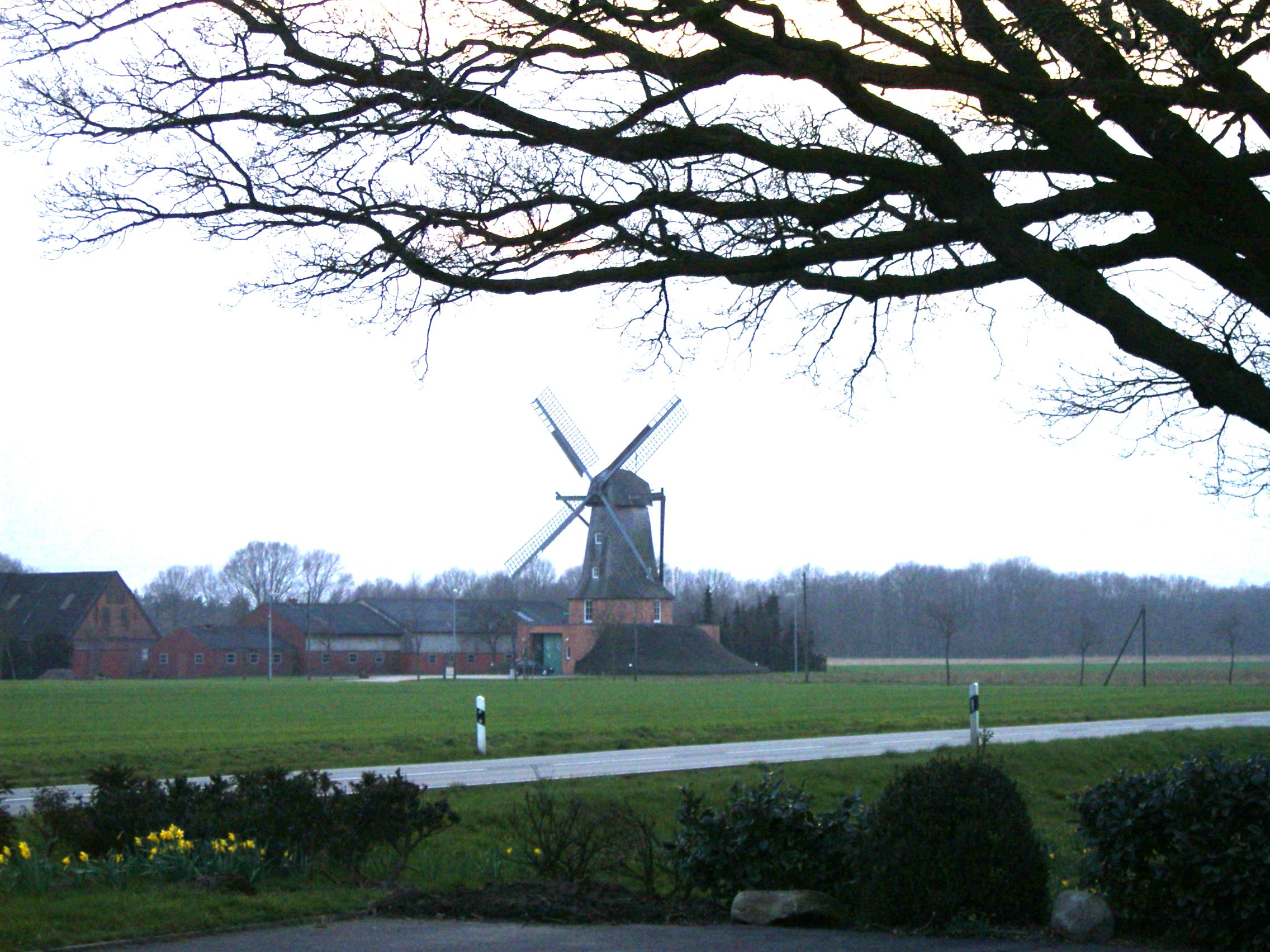
Alte Windmühle in Sinningen
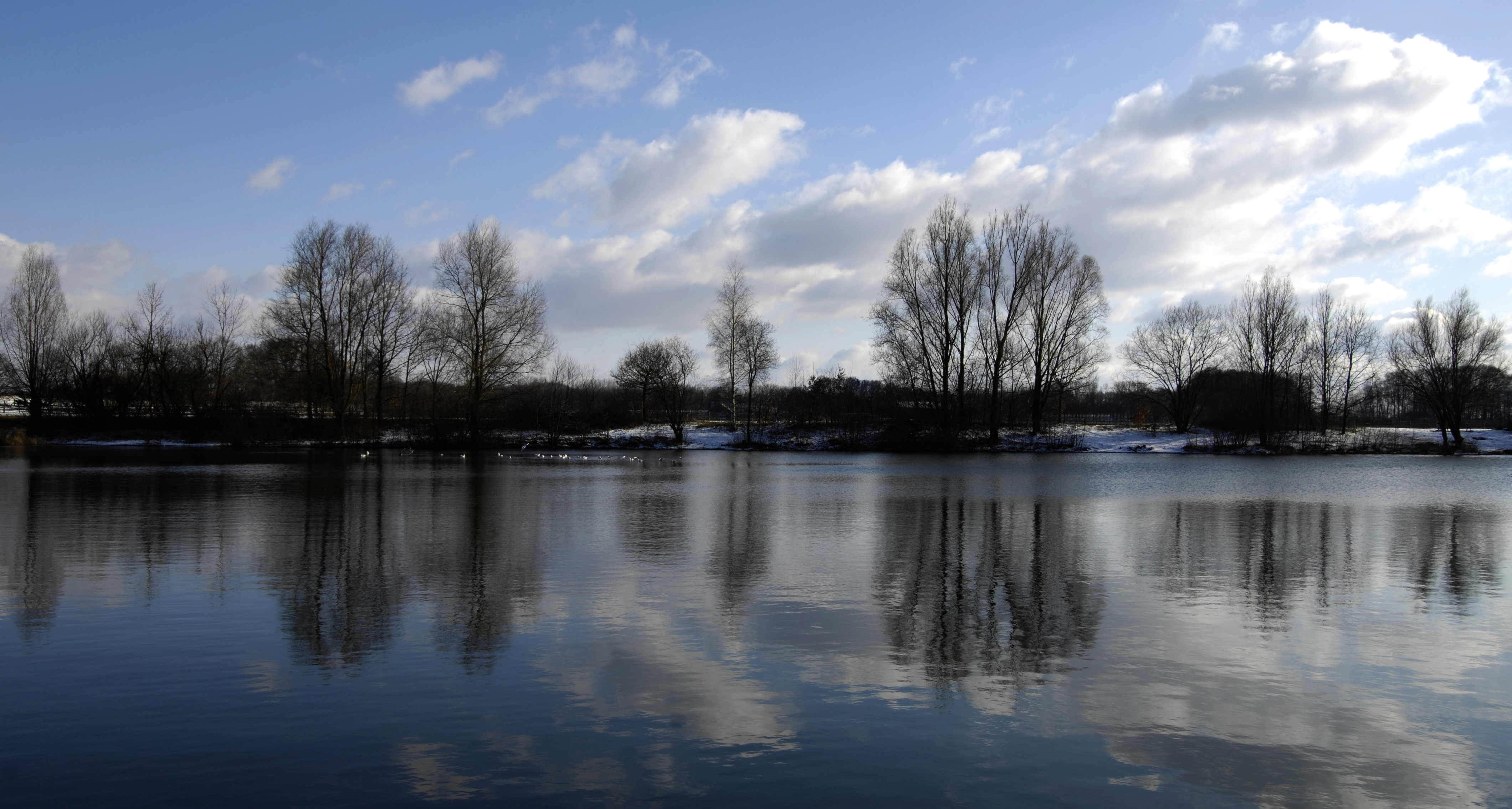
Badesee
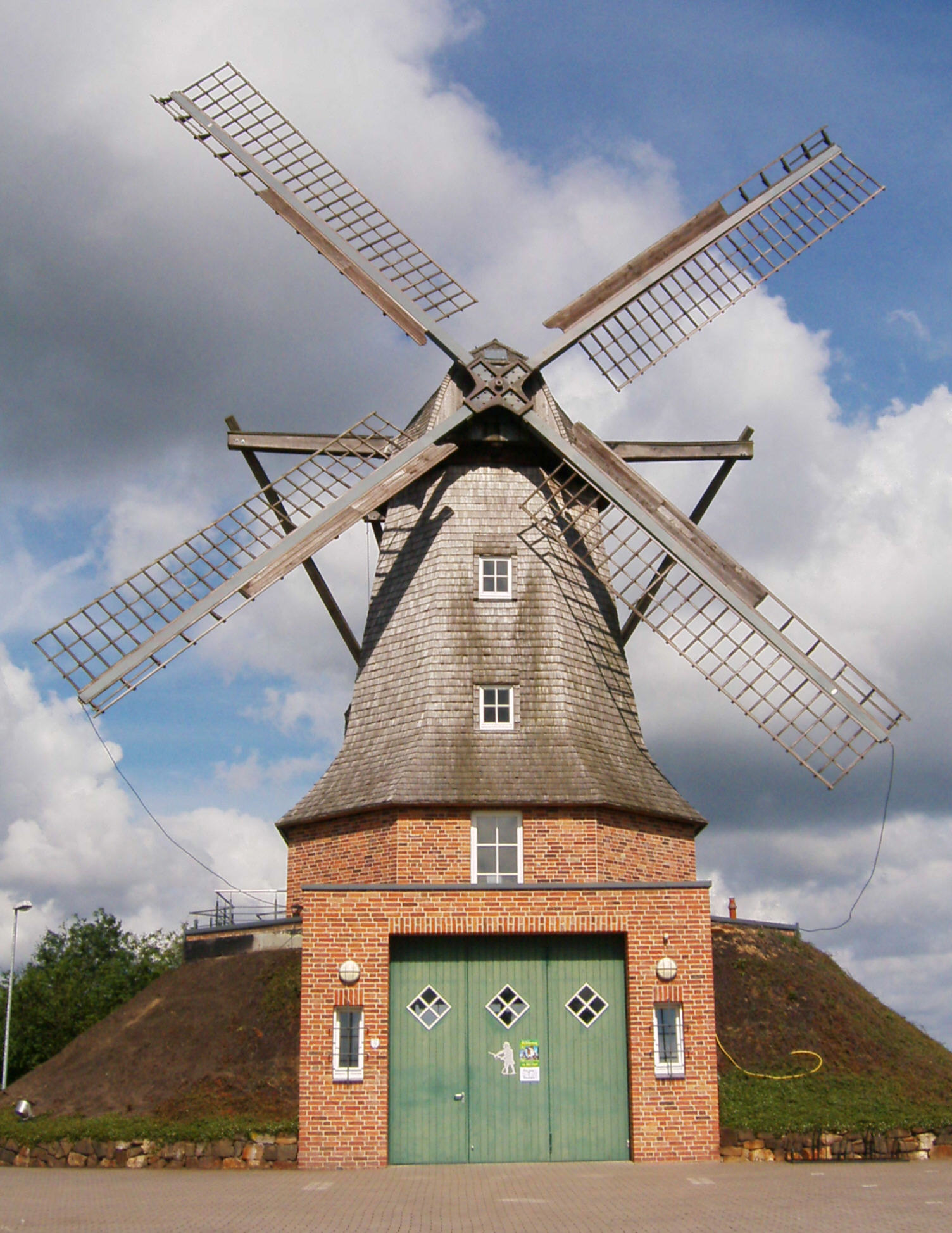
Sinninger Mühle, dient als Feuerwehrhaus

## Wirtschaft und Infrastruktur

### Wirtschaft
Traditionell war Saerbeck stark von der Landwirtschaft geprägt. Noch immer gibt es im Außenbereich zahlreiche Bauernhöfe, die in der Regel auf Viehzucht und -mast spezialisiert sind. Das „Grüne Zentrum“ des Kreises Steinfurt, in dem sich die Verwaltungen von Landwirtschaftskammer und Landwirtschaftlichem Kreisverband befinden, hat seinen Sitz in Saerbeck (siehe unten).
Mittlerweile gibt es in Saerbeck aber auch zahlreiche Industriebetriebe, z. B. Saertex, ein Unternehmen, das belastbare Bauteile für Rohrsanierungen, für Windkraftanlagen, Offshore-Plattformen, Flugzeuge und den Fahrzeugbau herstellt, sowie einen Hersteller von Biogasanlagen, ein Software-Unternehmen ist ebenfalls vor Ort.
Saerbeck hat drei große Gewerbegebiete (Industriestraße, Am Schulkamp, Gewerbegebiet Nord). Im Gewerbegebiet Nord stehen noch größere freie Flächen zur Verfügung. Der Hebesatz für die Gewerbesteuer beträgt gegenwärtig 420 Prozent.

### Verkehr
Saerbeck liegt an der B 475 zwischen Rheine und Warendorf sowie der B 219 zwischen Ibbenbüren und Münster. In der näheren Umgebung befinden sich die Bundesautobahn 1 im Osten sowie die Bundesautobahn 30 im Norden. Südöstlich befindet sich in circa 6 km Entfernung der Flughafen Münster-Osnabrück. Nördlich, in unmittelbarer Nähe zu Saerbeck gelegen, befindet sich der Hafen von Dörenthe (Stadt Ibbenbüren), östlich der Privathafen Oelrich (Gemeinde Ladbergen), beide am Dortmund-Ems-Kanal gelegen. Der Hafen Dörenthe ist über eine ausschließlich im Güterverkehr genutzte Stichbahn mit der Bahnstrecke Ibbenbüren–Lengerich–Gütersloh der Teutoburger Wald-Eisenbahn (TWE) verbunden. Die Gemeinde Saerbeck wird von Buslinien der Verkehrsgemeinschaft Münsterland bedient. Es bestehen Anschlüsse zu den Bahnhöfen Emsdetten, Greven, Ibbenbüren, Münster sowie zum Flughafen Münster/Osnabrück. Ein Bürgerbus (siehe unten) verbessert das ÖPNV-Angebot.

### Schulen
Die Gemeinde hat zwei öffentliche Schulen, die Grundschule St. Georg sowie die Maximilian-Kolbe-Gesamtschule, die mit über 1000 Schülerinnen und Schülern aus dem gesamten Steinfurter Kreisgebiet ein bedeutender sozialer und kultureller Faktor in Saerbeck ist.

### Jugendverbände
- DPSG St. Georg Saerbeck e. V.
- Messdiener St. Georg
- Deutsches Jugendrotkreuz
- Jugendfeuerwehr
- Kolpingjugend Saerbeck
- KLJB Saerbeck
- Junge Union Saerbeck
- Grüne Jugend an der Ems

## Grünes Zentrum
Seit dem Jahr 2000 besteht das „Grüne Zentrum“ in Saerbeck. Es beherbergt vier Institutionen der Landwirtschaft im Kreis Steinfurt unter einem Dach, und zwar:
- Kreisstelle der Landwirtschaftskammer Westfalen-Lippe
- Landwirtschaftlicher Kreisverband (kurz WLV)
- BSB-GmbH-Landwirtschaftliche Buchstelle Münster, Außenstelle Saerbeck
- Landwirtschaftlicher Betriebshilfsdienst und Maschinenring Steinfurt-Bentheim e. V.

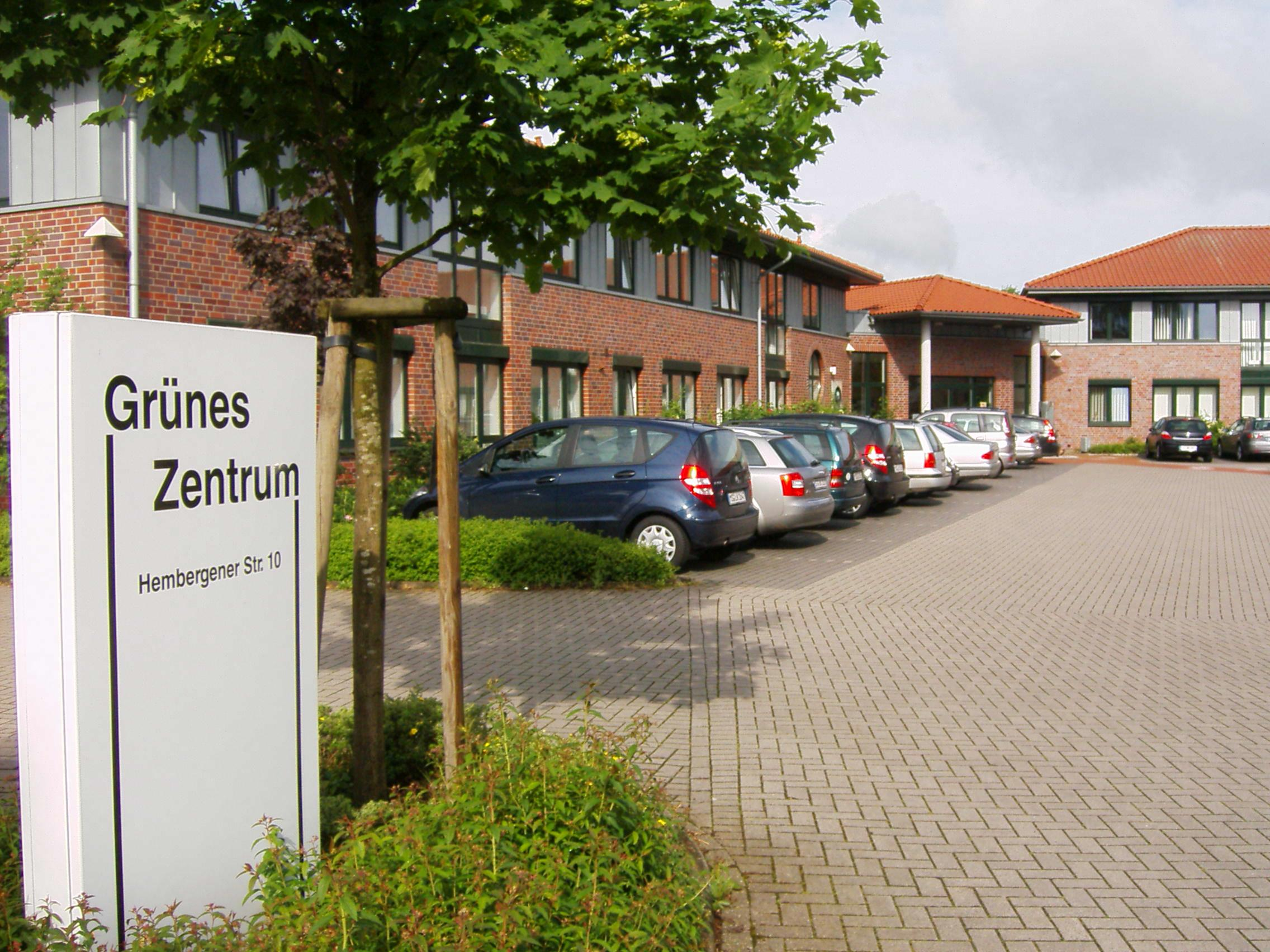
„Grünes Zentrum“ Hembergener Straße 10
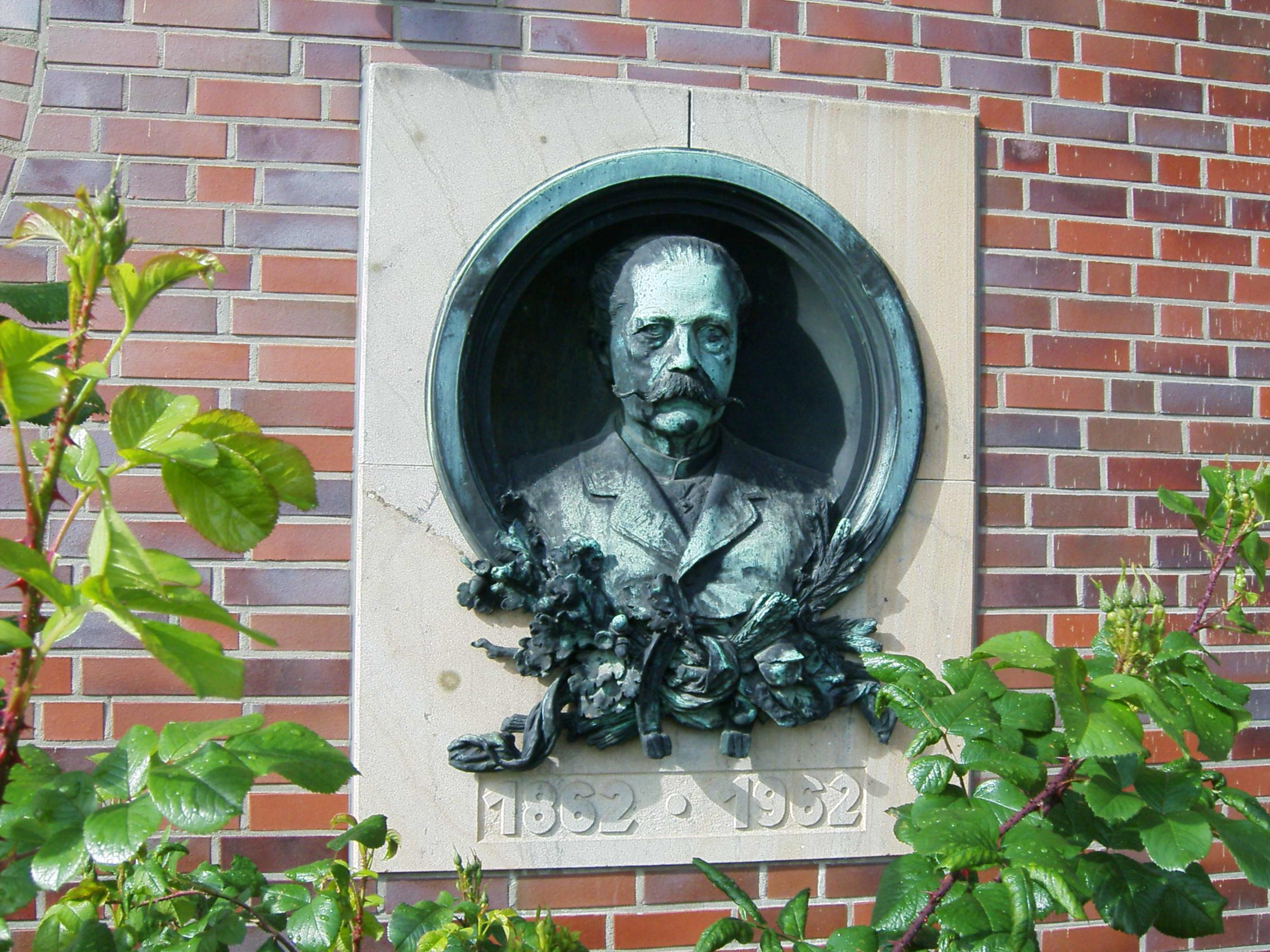
Reliefbild von Schorlemer-Alst
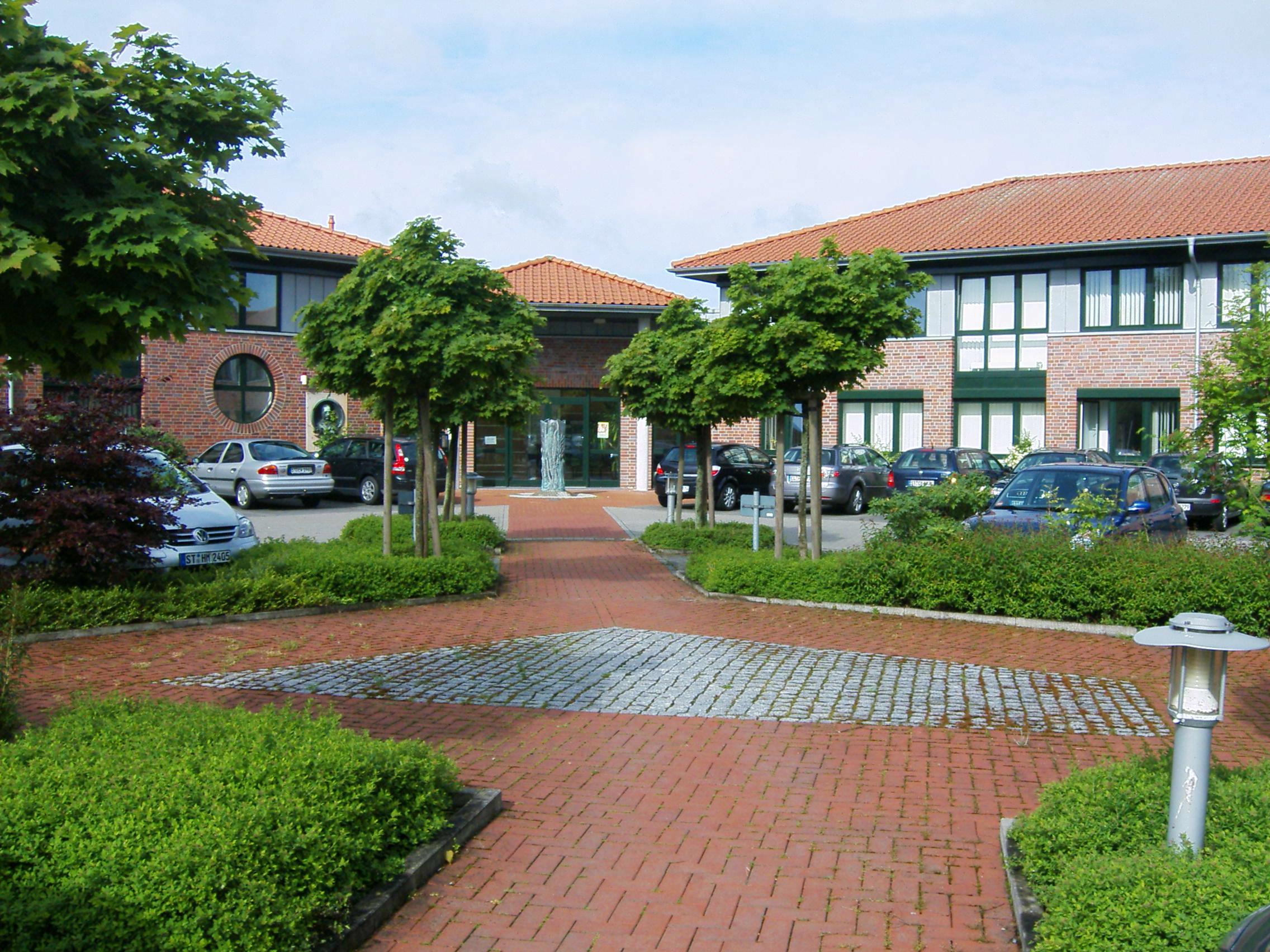
„Grünes Zentrum“ Haupteingang

## Persönlichkeiten
- Karl Georg Herbermann (* 8. Dezember 1840 in Saerbeck; † 24. August 1916 in Neuyork), Altphilologe und Schriftsteller
- Louis Franz Heinrich Anton Uedemann (* 10. Januar 1854 in Saerbeck; † 22. November 1912), Schachspieler[22]
- Heinrich Engberding (* 23. Mai 1869; † 16. Februar 1939), Politiker (DVP), Reichstagsabgeordneter
- Werner von Eichstedt (* 1. Januar 1896 in Saerbeck; † 26. August 1944 bei Kischinew gefallen), Offizier, Generalmajor
- Joseph Focke (auch Josef Focke; * 17. Oktober 1906 in Saerbeck; † 28. Oktober 1990 in Mettingen), Tierarzt und Kommunalpolitiker (CDU), von 1948 bis 1951 Amtsbürgermeister des Amtes Mettingen und von 1964 bis 1969 Bürgermeister der Gemeinde Mettingen
- Heinz Hoppe (* 26. Januar 1924 in Saerbeck; † 7. April 1993 in Mannheim), Oper-, Lied- und Operettensänger
- Andreas Helmer (* 25. Februar 1966 in Saerbeck), Fußballspieler und -trainer
- Carsten Meyer (* 11. Juli 1972 in Saerbeck), Komponist, Musiker und Entertainer